# Domnișoara doctor
Domnișoara doctor (titlul original: Fräulein Doktor) este un film dramatic de spionaj coproducție italo-iugoslavă, realizat în 1969 de regizorul Alberto Lattuada cu Suzy Kendall, titlul fiind dat de porecla spioanei germane Elsbeth Schragmüller din timpul Primului Război Mondial. 

## Distribuție
- Suzy Kendall – Fräulein Doktor (Domnișoara doctor)
- Kenneth More – colonel Foreman
- Nigel Green – colonel Mathesius
- Alexander Knox – general Peronne
- Olivera Katarina – marchiza de Haro
- Capucine – Dr. Saforet
- James Booth – Meyer
- Roberto Bisacco – Hans Schell
- Giancarlo Giannini – locotenent Hans Ruppert
- Mario Novelli – Otto Latemar
- Malcoim Ingram – Cartwright
- Kenneth Poitevin – locotenent Wiechert
- Bernhard De Vries – locotenent von Oberdoff
- Ralph Nossek – Lean, un spion britanic
- Michael Elphick – Tom
- Andreina Paul – Elena De Rivas
- Silvia Monti – Marganta
- Virginia Bell – Julia
- Colin Tapley – general Metaler
- Gerard Herter – căpitan Munster
- Walter Williams – general Paul von Hindenburg
- John Atkinson – maiorul Rops
- James E. Mishler – generalul Erich Ludendorff
- Dusan Djuric – adjutantul
- Dušan Bulajić – colonel Delveaux
- Miki Mikovic – Blondel